# Пурарі
Пурарі (англ. Purari River) — річка на острові Нова Гвінея. Протікає по території провінції Галф держави Папуа Нова Гвінея.

## Географія
Початок річки знаходиться в південній частині центрального високогір'я Папуа Нової Гвінеї, а саме в горах Бісмарка на висоті близько 3500 м. У верхів'ях Пурарі протікає по високогірній місцевості, а потім — по великій низинній рівнині, впадаючи в затоку Папуа. У гирлі річки утворюється велика дельта, ширина якої становить від 30 до 50 км, а загальна площа — близько 2600 км². З огляду на те, що Пурарі проходить через райони, в яких випадає велика кількість опадів (у верхів'ях випадає до 8500 мм, а на узбережжі — 3500 мм), витрата води в ній, незважаючи на досить невелику довжину річки, майже така ж, як і в річки Ніл в Африці. При цьому в річку змивається велика кількість відкладів (близько 90 млн м³) з довколишніх гір, розташованих у верхів'ях Пурарі, а колір води в ній — брудно-коричневий. Загальна довжина річки становить близько 470 км, а площа річкового басейну — 28 738 км², що робить її четвертою найбільшою річкою Папуа Нової Гвінеї після Сепік, Флая та Кікорі. Пурарі має декілька приток, найбільші з яких річки Каугел, Ераве, Туа та Піо, що беруть початок на південь від гори Карімуї. Протягом усієї течії річки відсутні великі поселення людей: є лише невеликі села. Річка судноплавна на відстань до 190 км від гирла.

## Історія
Пурарі вперше була нанесена на карти британським мандрівником Теодором Беваном в 1887 році. Однак тривалий час річка залишалася маловивченою. В 1926–1927 роках у верхів'я Пурарі була організована експедиція на чолі з німецьким дослідником Леонхардтом Флірлом.
Зважаючи на високу швидкість потоку, існують проекти по будівництву гідроелектростанції. Перші проектні роботи були проведені ще в 1970-х роках, проте уряд Папуа Нової Гвінеї так і не приступив до будівництва станції.